# Klarköping
Klarköping är en fiktiv stad som återfinns i Richard Scarrys illustrerade barnböcker. Klarköping är hemstad för Misse Katt, en kattpojke som ofta spelar huvudrollen i böckernas historier. Misse är del av en kärnfamilj med sina föräldrar Herr och Fru Katt och sin lillasyster.
Klarköping har en röd flagga med en gul sol på.
En grannstad till Klarköping heter Sysselstad, även kallad Sysselbo i tidiga översättningar.